# Фокерини, Одоардо
Одоардо Фокерини (иногда упоминается как Эдвард; 6 июня 1907, Карпи, Королевство Италия — 24-27 декабря 1944, концлагерь Херсбрукк) — итальянский праведник мира. Католической церковью в 2013 году причислен к лику блаженных.

## Биография

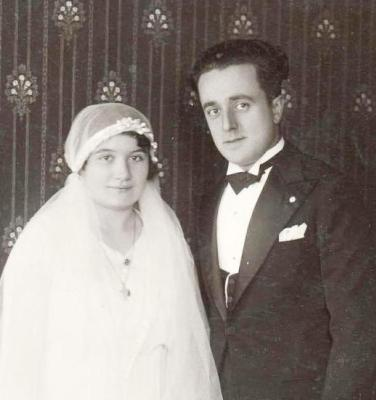
Фокерини с невестой на собственной свадьбе.

Работал журналистом. Во время войны спас 105 евреев, снабжая их фальшивыми документами и помогая перебраться в нейтральные страны. Арестован нацистами в 1944. Скончался в концентрационном лагере Херсбрукк (подлагерь концентрационного лагеря Флоссенбург) от гангрены ноги 27 декабря этого года, не получив должной медицинской помощи. О его смерти стало известно в 1945.

### Личная жизнь
Был женат на Марии Марчезе (1909—1989). Пара имела 7 детей. Переписка супругов продолжалась, когда Одоардо уже находился в лагерях, всего он написал жене 166 писем.

## Награды
При жизни был награждён Орденом Святого Сильвестра. Посмертно последовали и другие награды.
В 1969 году израильский институт Яд ва-Шем за спасение евреев признал его праведником народов мира.